# Dear Sir
Albums de Cat Power
Myra Lee
(1996)
Dear Sir est le premier album de la chanteuse/compositrice/interprète américaine Chan Marshall, plus connue sous le nom de Cat Power. Il est sorti en octobre 1995 chez Runt Records. Sur la réédition de 2001 chez Plain recordings, les deux dernières pistes sont inversées.

## Liste des titres
1. 3 Times – 4:13
2. Rockets – 4:43
3. Itchyhead – 2:44
4. Yesterday Is Here (Kathleen Brennan & Tom Waits sur l'album Franks Wild Years) – 3:34
5. The Sleepwalker (Chris Matthews) – 4:02
6. Mr. Gallo – 3:19
7. No Matter – 1:03
8. Headlights – 4:13
9. Great Expectations (piste cachée) – 4:03

## Divers
La chanson Rockets sera de nouveau sur l'album Myra Lee